# 阿尔扎诺斯克里维亚
阿尔扎诺斯克里维亚（義大利語：Alzano Scrivia），是意大利亚历山德里亚省的一个市镇。总面积2.07平方公里，人口385人，人口密度186.0人/平方公里（2009年）。ISTAT代码为006008。